# Vennulansaari
Vennulansaari är en halvö i Finland. Den ligger i sjön Laukkasenjärvi och i kommunen Kuopio i den ekonomiska regionen  Kuopio ekonomiska region  och landskapet Norra Savolax, i den centrala delen av landet, 300 km nordost om huvudstaden Helsingfors.